# 安順 (新加坡)

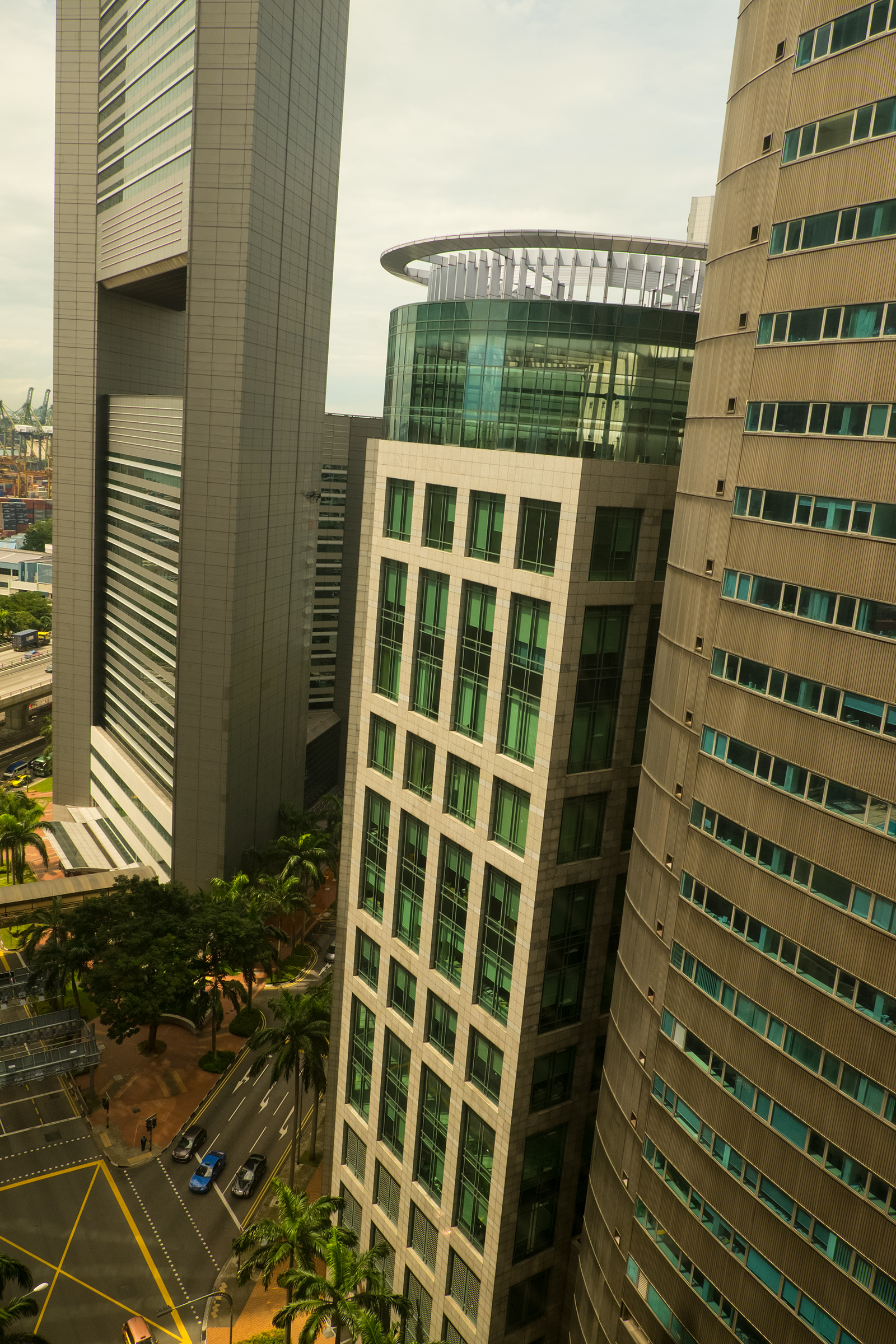
安順路街景

安順是位於新加坡市中心規劃區的分區之一。其同名道路安順路(Anson Road) 建於1879年，以檳城前副總督阿奇博爾德·安順(Archibald Anson) 少將的名字命名，也可能以1815年遠東艦隊海軍司令喬治·安順(George Anson) 準將的名字命名。當地的著名建築物有春葉大廈、凱聯大廈、富士施樂大廈及八珊頓道。